# Neviditelné hledí
Neviditelné hledí (v německém originále Das unsichtbare Visier) je televizní seriál se špionážní tematikou, který natočila Televize NDR v letech 1973-1979. Seriál vysílala v 70. letech 20. století též Československá televize. Celkem bylo vytvořeno 16 dílů ve dvou sériích. Seriál byl poplatný době svého vzniku. Hlavním hrdinou je Werner Bredebusch, který pod krycím jménem Achim Detjen pracuje v SRN pro rozvědku NDR. Některé exteriéry se natáčely i v ČSSR.